# 西蓮寺 (広島市)
西蓮寺（さいれんじ）は、広島県広島市中区にある浄土宗の仏教寺院。山号は華臺山。本尊は阿弥陀如来。

## 歴史
江戸時代初期の1605年（慶長10年）創建。1945年（昭和20年）8月当時は広島市の旧細工町、広島県産業奨励館（原爆ドーム）隣にあり、原子爆弾投下により被災した。
1956年（昭和31年）に広島平和記念公園建設のため、現在地に移転した。移転前に本尊であった木造金箔貼り、高さ約4メートルの阿弥陀如来像「広島大仏」は行方不明になっていたが、経緯は不明ながら極楽寺 (奈良県安堵町)に安置されていることが2011年に確認され、2022年7月に広島へ一時里帰りし、おりづるタワーで公開された。

## 原爆被爆遺物
- 石造地蔵尊
- 墓石
- 鐘
- 瓦片

## 交通
- 最寄り駅：広島電鉄本線原爆ドーム前